# Antipodectes memorialis
Antipodectes memorialis är en insektsart som beskrevs av Rentz, D.C.F. 1985. Antipodectes memorialis ingår i släktet Antipodectes och familjen vårtbitare. Inga underarter finns listade i Catalogue of Life.